# فيزياء انتقال الحرارة
تصف فيزياء انتقال الحرارة حركية تخزين الطاقة، ونقلها، وتحول الطاقة عبر حاملات الطاقة الرئيسية: الفونونات (أمواج اهتزازات البنية الجزيئية)، والإلكترونات، وجسيمات المائع، والفوتونات. الحرارة هي طاقة مخزنة في حركة تتعلق بدرجة الحرارة تتحركها الجسيمات بما فيها الإلكترونات والأنوية الذرية والذرات الفردية والجزيئات. تنتقل الحرارة من وإلى المادة عبر حاملات الطاقة الرئيسية. حالة الطاقة المخزنة ضمن المادة، أو المنقولة عبر الحاملات، توصف بمزيج من الميكانيك الإحصائي الكلاسيكي والكمومي. تتحول الطاقة أيضًا خلال حوامل متعددة. عمليات انتقال الحرارة (أو حركية الحرارة) محكومة بمعدلات حدوث ظواهر فيزيائية مرتبطة متعددة، منها (على سبيل المثال) معدل حدوث تصادمات في الميكانيكا الكلاسيكية. تحدد هذه الحالات والحركيات انتقال الحرارة، أي المعدل الصافي لتخزين الطاقة أو نقل الطاقة. تحكم قوانين الترموديناميك بما فيها قانون انحفاظ الطاقة هذه العمليات من المستوى الذري (مقدار طول ذرة أو جزيء) وحتى المستوى المرئي.

## مقدمة
الحرارة هي الطاقة الحرارية المرافقة لحركة الجزيئات المتعلقة بدرجة الحرارة. معادلة الطاقة العيانية (الماكروسكوبية) لأجل حجم متناهٍ في الصغر يستخدم في تحليل انتقال الحرارة هي:
{\displaystyle \nabla \cdot \mathbf {q} =-\rho c_{p}{\frac {\partial T}{\partial t}}+\sum _{i,j}{\dot {s}}_{i-j},}
حيث q شعاع تدفق الحرارة، -ρcp(∂T/∂t) التغير الزمني للطاقة الداخلية (ρ الكثافة، cp السعة الحرارية النوعية عند ضغط ثابت، T درجة الحرارة، t الزمن)، و{\displaystyle \textstyle {\dot {s}}} هي التحويل الطاقي من وإلى الطاقة الحرارية (i وj هما حاملا الطاقة الأساسيان). إذن، تمثل التعابير نقل الطاقة، وتخزينها، وتحويلها. شعاع التدفق الحراري q مركب من ثلاثة أوضاع عيانية أساسية، وهي التوصيل (qk = -k∇T، k: الموصلية الحرارية)، الحمل (qu = ρcpuT، u: السرعة)، والإشعاع (qr = {\displaystyle 2\pi \textstyle \int _{0}^{\infty }\int _{0}^{\pi }}{\displaystyle 2\pi \textstyle \int _{0}^{\infty }\int _{0}^{\pi }}s Iph,ω sinθdθdω, ω: السرعة الزاوية، θ: الزاوية القطبية، Iph,ω: الشدة الطيفية للإشعاع وفق اتجاهه، s: شعاع الواحدة)، أي أن q = qk + qu + qr.
بمجرد معرفة حالات وحركية التحويل الطاقي ومعرفة الخواص الفيزيوحرارية، تصف المعادلة السابقة مصير الانتقال الحراري. تدرس فيزياء انتقال الحرارة تلك الآليات ذرية المستوى بالإضافة إلى تلك الحركية. تخزَّن الطاقة الحرارية المجهرية، وتُنقل، وتحوَّل بواسطة حاملات الطاقة الأساسية: الفونونات (p)، والإلكترونات (e)، وجسيمات المائع (f)، والفوتونات (ph).

## مجالات الزمن والطول
تعتمد الخواص الفيزيوحرارية للمادة وتعتمد حركية التفاعلات والتبادل الطاقي عبر حاملات الطاقة الأساسية على كل من التوضع على المستوى الذري والتفاعل على المستوى الذري. تُحسب خواص النقل كالموصلية الحرارية من هذه الخواص ذات المستوى الذري باستخدام الفيزياء الكلاسيكية والكمومية. تُشتق الحالات الكمومية للحاملات الأساسية (كقوة الدفع والطاقة) من معادلة شرودنغر (التي تسمى المبدأ الأول أو باللاتينية آب إنيتسيو أي من البداية) وتُحسب معدلات التفاعل (للحركية) باستخدام الحالات الكمومية ونظرية الاضطراب الكمومية (المصاغة على شكل قاعدة فيرمي الذهبية). توجد عدة برامج حاسوبية تحل باستخدام المبدأ الأول (برمجيات: ABINIT, CASTEP, Gaussian, Q-Chem, Quantum ESPRESSO, SIESTA, VASP, WIEN2). لا تشارك الإلكترونات الموجودة في الأغلفة الذرية الداخلية (الأقرب إلى النواة) في انتقال الحرارة، وتقل كمية الحسابات بشكل كبير عند إهمال إلكترونات الأغلفة الداخلية بتقريبات مناسبة.
تحد القدرة الحاسوبية المتوفرة من إمكانية إجراء المعالجات الكمومية -بما فيها ديناميك المبدأ الأول الجزيئي التوازني وغير التوازني- التي تتضمن أطوالًا أكبر وأوقاتًا أطول، لذا تُستخدم عدة طرق بديلة بوضع افتراضات تبسيطية. حركة ذرة أو جزيء (حركة الجسيمات). في الديناميك الجزيئي الكلاسيكي (النيوتوني) مبنية على كمونات (إمكانيات) حدوث تفاعلات فعالة أو إمبريقية (قابلة للاختبار بالطرق الكلاسيكية)، وهو ما يمكن أن يُبنى بدوره على إكمال المنحنيات الناتجة عن حسابات المبدأ الأول أو إكمال المنحنيات حسب الخواص الفيزيوحرارية. تُشتق الخواص الحرارية السكونية (الستاتيكية) أو الديناميكية لمعدلات الانتشار من مجموعات من الجسيمات المحاكاة.
بالنسبة لمجالات أكبر من ذلك (المجال الوسطي، الذي يتضمن العديد من المسارات الحرة الوسطية) تطبَّق معادلة بولتزمان للنقل المبنية على الميكانيك الهاميلتوني الإحصائي. تدرس معادلة بولتزمان حالات الجسيمات من حيث الأشعة الموضعية وأشعة قوى الدفع (x, p) ويُمثَّل هذا بواسطة احتمال انشغال المستوى الطاقي للحالة. لانشغال المستوى الطاقي توزيعات في حالة التوزان (البوزون المعروف، الفرميون، وجسيمات ماكسويل-بولتزمان) ونقل الطاقة (ألحرارة) يرجع إلى عدم التوازن (الذي تسببه قوة مسببة أو كمون). للانتشار الحراري دور مركزي في نقل الحرارة إذ يوجه التوزع باتجاه التوازن الحراري. يمثَّل الانتشار الحراري بزمن العلاقات أو المسار الحر الوسطي. يُحصل على زمن الراحة (أو مقلوبه وهو معدل التفاعلات) من حسابات أخرى (المبدأ الأول أو الديناميك الجزيئي) أو تجريبيًّا. يمكن حل معادلة بولتزمان للنقل عدديًّا بطريقة مونتي كارلو أو طرق أخرى.
حسب مجال الطول والزمن، يُختار المستوى الملائم من المعالجة (المبدأ الأول، أو الديناميك الجزيئي، أو معادلة بولتزمان للنقل). يمكن للدراسات التحليلية لفيزياء انتقال الحرارة أن تشمل عدة مجالات (مثلًا تستخدم معادلة بولتزمان للنقل معدل التفاعل من المبدأ الأول أو الديناميك الجزيئي الكلاسيكي) وتكون الحالات والحركية المتعلقة بتخزين ونقل وتحويل الطاقة الحرارية.
إذن، تغطي فيزياء انتقال الحرارة حاملات الطاقة الأساسية الأربع وحركية كل منهم من وجهتي النظر الميكانيكيتين: الكلاسيكية والكمومية. يسمح هذا بإجراء دراسات تحليلية على عدة مجالات دراسة (المبدأ الأول، والديناميك الجزيئي، ومعادلة بولتزمان للنقل، والمجال العياني)، بما يشمل الآثار الناتجة عن قلة الأبعاد والناتجة عن الحجم.

## الفونون
الفونون (التعبير الكمي عن موجة اهتزاز البنية) هو حامل طاقة حرارية محوري يساهم في السعة الحرارية (تخزين الحرارة المحسوسة) وانتقال الحرارة بالتوصيل في طور مكثف، ويلعب دورًا هامًّا في تحويل الطاقة الحرارية. تمثَّل خواص نقله للحرارة بموتر (متجه) موصلية الفونون Kp (واط/م.ك، من قانون فورييه qk,p = -Kp⋅∇ T للمواد السائبة)، وتمثل بمقاومة الفونون الحدية ARp,b (K/(W/m2)) للسطوح التبادلية الصلبة، حيث A هي مساحة سطح التبادل الحراري. تشمل سعة الفونون الحرارية النوعية cv,p (J/kg-K) الأثر الكمومي. معدل تحويل الطاقة الحرارية المتعلق بالفونون محتوىً في {\displaystyle {\dot {s}}_{i{\mbox{-}}j}}. تصف فيزياء انتقال الحرارة وتتنبأ بقيم cv,p, Kp, Rp,b (أو الموصلية Gp,b) و{\displaystyle {\dot {s}}_{i{\mbox{-}}j}} بناءً على خواص المستوى الذري.
لأجل كمون توازن ⟨φ⟩o لنظام فيه N ذرةً، يمكن إيجاد الكمون الكلي ⟨φ⟩ بنشر سلسلة تايلور (منشور تايلور) عند حالة التوازن ويمكن تقريب هذا من خلال المشتقات الثانية (التقريب المتناغم) كالتالي:
{\displaystyle \qquad \qquad \langle \varphi \rangle =\langle \varphi \rangle _{\mathrm {o} }+\sum _{i}\sum _{\alpha }{\frac {\partial \langle \varphi \rangle }{\partial d_{i\alpha }}}|_{\mathrm {o} }d_{i\alpha }+{\frac {1}{2}}\sum _{i,j}\sum _{\alpha ,\beta }{\frac {\partial ^{2}\langle \varphi \rangle }{\partial d_{i\alpha }\partial d_{j\beta }}}|_{\mathrm {o} }d_{i\alpha }d_{j\beta }+{\frac {1}{6}}\sum _{i,j,k}\sum _{\alpha ,\beta ,\gamma }{\frac {\partial ^{3}\langle \varphi \rangle }{\partial d_{i\alpha }\partial d_{j\beta }\partial d_{k\gamma }}}|_{\mathrm {o} }d_{i\alpha }d_{j\beta }d_{k\gamma }+...+}
{\displaystyle \qquad \qquad \ \ \ \ \ \ \ \ \ \approx \langle \varphi \rangle _{\mathrm {o} }+{\frac {1}{2}}\sum _{i,j}\sum _{\alpha ,\beta }\Gamma _{\alpha \beta }d_{i\alpha }d_{j\beta },}
حيث di شعاع إزاحة الذرة i، وΓ ثابت القوة كمشتق من الرتبة الثانية للكمون. معادلة الحركة لاهتزاز البنية الجزيئية بدلالة إزاحة الذرات ]d(jl,t): شعاع إزاحة الذرة ذات الترتيب j في الخلية الوحدوية ذات الترتيب l عند الزمن t[ هي:
{\displaystyle \qquad \qquad m_{j}{\frac {d^{2}\mathbf {d} (jl,t)}{dt^{2}}}=-\sum _{j'l'}{\boldsymbol {\Gamma }}{\binom {j\ j^{\prime }}{l\ l^{\prime }}}\cdot \mathbf {d} (j^{\prime }l^{\prime },T),}
حيث m الكتلة الذرية وΓ موتر ثابت القوة. الإزاحة الذرية هي المجموع على كل الأوضاع النظامية ]sα: شعاع الواحدة للوضع α، ωp: السرعة الزاوية أو التردد الزاوي للموجة، κp: شعاع الموجة[. باستخدام إزاحة المستوي-الموجة هذه تصبح معادلة الحركة معادلة مصفوفات الأشعة الخاصة (الذاتية) التالية:
{\displaystyle \qquad \qquad \mathbf {M} \omega _{p}^{2}({\boldsymbol {\kappa }}_{p},\alpha )\mathbf {s} _{\alpha }({\boldsymbol {\kappa }}_{p})=\mathbf {D} ({\boldsymbol {\kappa }}_{p})\mathbf {s} _{\alpha }({\boldsymbol {\kappa }}_{p}),}
حيث M هي مصفوفة الكتل القطرية وD المصفوفة الديناميكية المتناغمة. حل هذه المعادلة يعطي العلاقة بين السرعة الزاوية ωp وشعاع الموجة κp، وتدعى هذه العلاقة علاقة انتشار الفونون. لذا يتحدد انتشار الفونون بالمصفوفتين M وD، اللتان تعتمدان على البنية الذرية ومتانة (مقاومة) التفاعل بين الذرات المكونة (كلما كان التفاعل أقوى والذرات أخف كان تردد الفونون وتقعر منحنيه أكبرdωp/dκp).